# Lina Tuy
Pour les articles homonymes, voir Tuy.
Pas d'image ? Cliquez ici

a Compétitions nationales et continentales officielles uniquement.

b Matchs officiels uniquement.
Dernière mise à jour le 6 octobre 2024.
Lina Tuy, née le 10 septembre 2004, est une joueuse internationale française de rugby à XV et à sept. Elle évolue au poste de demi d'ouverture à l'ASM Romagnat.

## Biographie
Lina Tuy naît le 10 septembre 2004. Elle est originaire d'Aixe-sur-Vienne, où elle commence le rugby à XV vers 2013. Elle part ensuite jouer à l'USA Limoges, puis en cadette au CA Brive. Elle rejoint ensuite l'ASM Romagnat en 2022,.
Parallèlement à son activité sportive, elle est en 2024 en deuxième année de BUT en Gestion des entreprises et des administrations à l'université Clermont-Auvergne.
Lisa Tuy intègre l'Académie olympique de la Fédération française de rugby et fait partie du groupe de 35 joueuses qui préparent le WXV 2023 avec l'équipe de France.
En mars 2024, elle est sélectionnée simultanément pour intégrer les deux groupes des 32 joueuses qui préparent respectivement le Tournoi des Six Nations 2024, avec l'équipe de France de rugby à XV et alors qu'elle compte moins de dix matchs en sénior,, et la saison olympique avec l'équipe de France de rugby à sept. Dès la première journée du Tournoi des Six Nations contre l'Irlande, elle est placée sur le banc et dispute ses premières minutes internationales lors de ce match en remplaçant Lina Queyroi,.
En septembre 2024, en match de préparation au WXV, elle est titularisée pour la première fois avec les Bleues, à Twickenham lors d'une défaite 38 à 19 contre l'Angleterre,.

## Statistiques internationales
| Année | Compétition | Matchs | Points | Essais | Transf. | Pénal. | Drops |
| ----- | ----------- | ------ | ------ | ------ | ------- | ------ | ----- |
| 2024  | Six Nations | 3      | -      | -      | -       | -      | -     |
| 2024  | Test matchs | 1      | 4      | -      | 2       | -      | -     |
| 2024  | WXV         | 2      | -      | -      | -       | -      | -     |
| Total | Total       | 6      | 4      | 0      | 2       | 0      | 0     |